# Centre d'Art d'Alcoi
El Centre d'Art d'Alcoi (CADA) és un museu d'art ubicat a la ciutat d'Alcoi, a la comarca de l'Alcoià, País Valencià.
EL CADA ocupa l'edifici modernista del Mont de Pietat i Caixa d'Estalvis d'Alcoi, construït el 1909 per Vicent Pascual Pastor. És un edifici exempt, al carrer de Rigobert Albors de la capital alcoiana. Després de ser les oficines de l'entitat financera, primer, i lloc de beneficència posteriorment, l'any 2000 es va projectar la seua rehabilitació per a usos culturals. El 2008 naix el Centre d'Art a partir del conveni de col·laboració entre la Generalitat valenciana i la Caixa d'Estalvis del Mediterrani.
La seua inauguració oficial va ser el 28 de desembre de 2010, tot posant a disposició del públic tres plantes i 4.000 m² d'espai cultural i expositiu. Les primeres mostres van ser al voltant de la fotografia de Paco Cano i la pintura d'autors alcoians d'entre 1865 i 1925.
A l'estiu del 2011, però, el Centre d'Art va tancar les portes per a una sèrie de rehabilitacions, en principi temporals. La intervenció en l'entitat d'estalvis alacantina va impedir que es dugueren a terme les obres, a la vegada que s'acomiadava la plantilla laboral i s'ajornava la programació. Un any i mig després, al gener del 2013, es va anunciar una futura reobertura quan l'entitat que ho gestiona, l'Obra Social de la CAM, s'integrés en una fundació de la Generalitat.
El Centre d'Art d'Alcoi hi va romandre obert durant set mesos, en els quals es va calcular una afluència de 20.000 visitants.